# Шотландський обряд

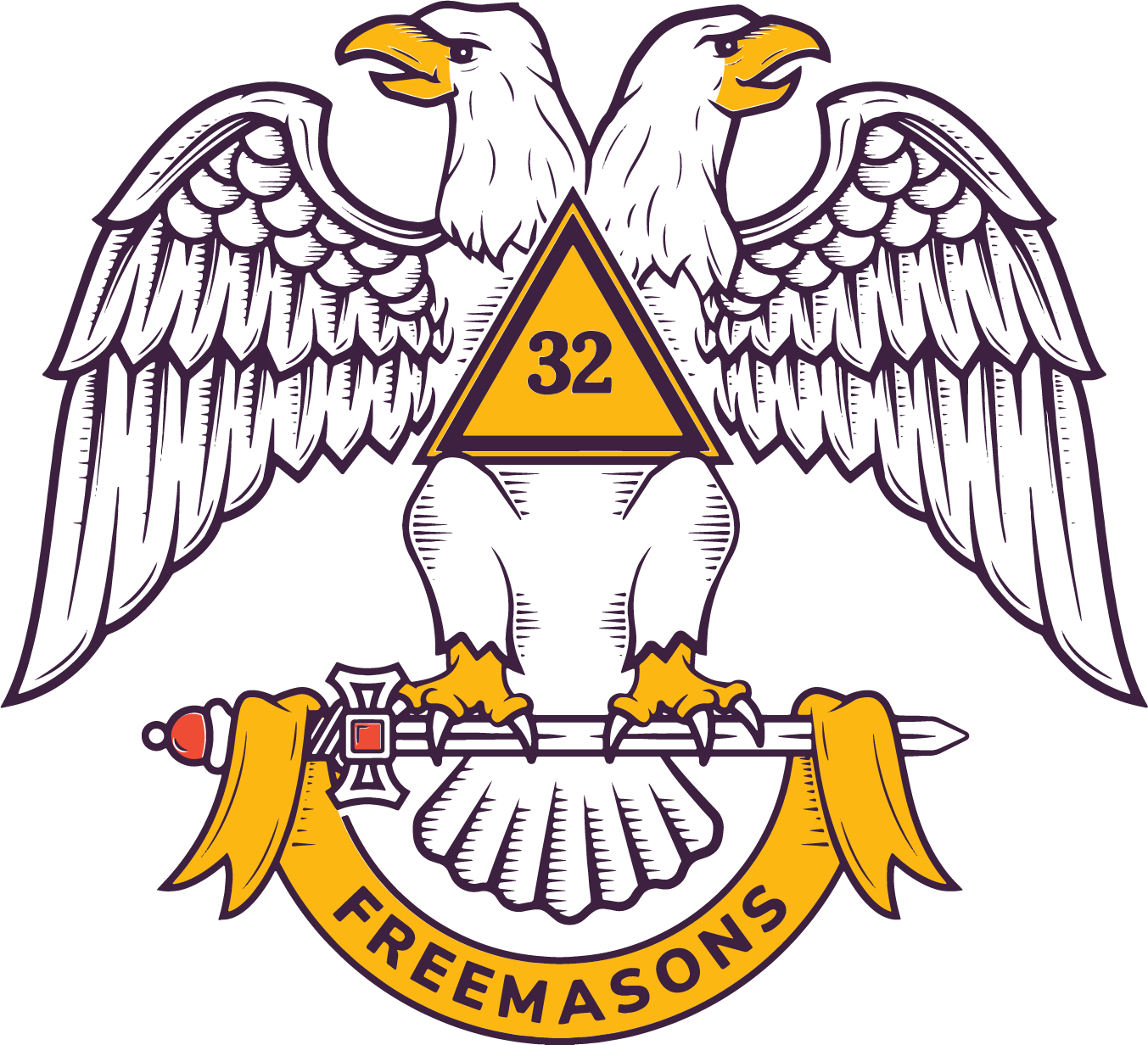
двоголовий орел, символ, найчастіше асоційований із Шотландським обрядом

Стародавній і прийнятий шотландський обряд масонства — це обряд у ширшому контексті масонства. Це найбільш широко практикований обряд у світі. В деяких частинах світу, а також в Droit Humain, це узгоджувальний орган, який керує усіма ступенями від 1 до 33, тоді як в інших місцях Верховна Рада контролює ступені з 4 по 33.
Цей обряд найчастіше називають Шотландським обрядом. Іноді, як у Англії та Австралії, його називають Рожевий Хрест (англ. Rose Croix), хоча це лише один з його ступенів і не слід плутати його з іншими масонськими організаціями, пов'язаними з розенкрейцерами, такими як Societas Rosicruciana in Anglia. Назва обряду може трохи відрізнятися в різних юрисдикціях та конституціях. Наприклад, в Англійській та Ірландській Конституціях слово «Шотландський» опускається.
Шотландський обряд є повноцінним обрядом масонства, а не допоміжною організацією. Майстри-масони з інших обрядів можуть, у деяких країнах, вступати до вищих ступенів Шотландського обряду, починаючи з 4-го ступеня, завдяки його популярності. Цей обряд будує на етичних науках і філософії, які пропонуються в Основній (або Блакитній) ложі, через драматичні презентації своїх окремих ступенів. Термін «Блакитна ложа» відноситься до перших трьох ступенів масонства, незалежно від практикованого обряду. У системі Шотландського обряду перші три ступені вважаються ступенями Блакитної ложі, а не «Червоної ложі».

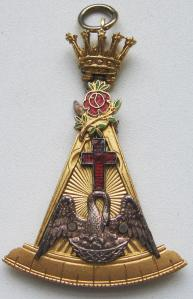
Ювелірний виріб Шотландського обряду 18°

## Історія

### Ступінь Майстра Шотландця
Існують записи про ложі, які присвоювали ступінь "Майстра Шотландця" або "Майстра з Шотландії" ще в 1733 році. Ложа в таверні «Диявол» (Темпл-Бар, Лондон) є найранішою з відомих таких лож. Інші ложі включають ложу в Баті у 1735 році та французьку ложу Святого Георгія з наглядом № 49 у Ковент-Гардені в 1736 році. Згадки про ці поодинокі випадки вказують на те, що це були спеціальні зібрання для проведення незвичайних церемоній, ймовірно, за участі відвідувачів-фремейсонів.:5 Шифр Копіале, датований 1740-ми роками, говорить, що "ступінь Шотландського майстра є повністю новим винаходом..."

### Міф про якобітське походження
Французькі письменники Жан-Марі Рагон (1781–1862) та Еммануель Ребольд у своїх масонських історіях вперше стверджували, що вищі ступені були створені та практикувалися в ложі Canongate Kilwinning в Единбурзі, що є цілковитою неправдою.

### Етьєн Морен
Французький торговець на ім'я Етьєн Морен займався масонством вищого ступеня в Бордо з 1744 року, а в 1747 році заснував ложу "Écossais" (Шотландську ложу) у місті Ле-Кап Франсез на північному узбережжі французької колонії Сен-Доменг, нині Гаїті. Протягом наступного десятиліття масонство вищого ступеня було поширене французами в інші міста Західної півкулі. Ложа вищого ступеня в Бордо санкціонувала або визнала сім лож Écossais там.
У Парижі в 1761 році був виданий патент для Етьєна Морена, датований 27 серпня, яким його призначали "Великим інспектором для всіх частин Нового Світу". Цей патент був підписаний офіційними особами Великої ложі в Парижі і, схоже, спочатку надавав йому повноваження лише над "ремісничими" ложами, а не над ложами вищих ступенів або "Écossais". Пізніші копії цього патенту, ймовірно, були прикрашені, можливо самим Мореном, щоб покращити його позицію щодо лож вищого ступеня в Вест-Індії.:31–45
Морен повернувся до Вест-Індії в 1762 або 1763 році, до Сен-Доменгу. На основі свого нового патенту він прийняв повноваження створювати ложі всіх ступенів, поширюючи вищі ступені по всій Вест-Індії та Північній Америці. Морен залишався в Сен-Доменгу до 1766 року, коли він переїхав до Ямайки. У Кінгстоні у 1770 році Морен створив "Великий Капітул" свого нового обряду — Велика рада Ямайки. Морен помер у 1771 році і був похований у Кінгстоні.:16

### Обряд 25 ступенів
Ранні автори довгий час вірили, що "Обряд Досконалості", що складається з 25 ступенів і є попередником Шотландського обряду, був сформований у Парижі високим радою, яка називала себе "Рада Імператорів Сходу і Заходу". Назва "Обряд Досконалості" вперше з’явилася у вступі до "Великих Конституцій 1786 року", достовірність якого нині вважається сумнівною.:75–84 Найвищим ступенем цього обряду був "Славетний Принц Королівської Таємниці".
Нині загальноприйнято, що цей обряд з двадцяти п'яти ступенів був складений Етьєном Мореном і більш коректно називається "Обряд Королівської Таємниці" або "Обряд Морена".:37
Однак засновники Шотландського обряду знали його як "Орден Принца Королівської Таємниці" і згадували про нього у своєму "Циркулярі для обох Півкуль" або "Маніфесті", виданому 4 грудня 1802 року.

### Генрі Ендрю Франкен і його рукописи
Генрі Ендрю Франкен, натуралізований французький підданий, народжений як Хендрік Андрієзе Франкен нідерландського походження, був важливим помічником Морена у поширенні ступенів у Новому Світі. Морен призначив його заступником Великого Інспектора Генерала (ЗВІГ) як один із перших своїх кроків після повернення до Вест-Індії. Франкен тісно співпрацював з Мореном і в 1771 році створив рукописну книгу, в якій надавав ритуали для 15-го по 25-й ступені. Франкен створив принаймні чотири такі рукописи. Окрім рукопису 1771 року, існує другий, який можна датувати 1783 роком; третій рукопис, з невизначеною датою, написаний рукою Франкена з ритуалами 4–25°, який був знайдений в архівах Провінційної Великої Ложі Ланкаширу в Ліверпулі близько 1984 року; і четвертий, знову з невизначеною датою, з ритуалами 4–24°, відомий, що його передав Х. Дж. Уімпер до Окружної Великої Ложі Пенджабу і повторно відкритий близько 2010 року. Крім того, існує французький рукопис, датований 1790–1800 роками, що містить 25 ступенів Ордену Королівської Таємниці з додатковими деталями, а також три інші ритуали Hauts Grades; його літературна структура вказує на походження від загального джерела з рукописами Франкена.

### Шотландські ложі Досконалості
Ложа Loge de Parfaits d'Écosse була заснована 12 квітня 1764 року в Новому Орлеані, ставши першою ложею високих ступенів на північноамериканському континенті. Її діяльність, однак, була короткочасною, оскільки Паризький договір (1763) передав Новий Орлеан Іспанії, а католицька іспанська корона історично була ворожою до масонства. Документована масонська активність припинилася на деякий час. Вона не повернулася до Нового Орлеана аж до кінця 1790-х років, коли французькі біженці з революції у Сен-Домінгу оселилися в місті.:16
У 1767 році Франкен поїхав до Нью-Йорка, де він надав Патент, датований 26 грудня 1767 року, для створення Ложі Досконалості в Олбані, яку назвали "Невимовна Ложа Досконалості". Це був перший випадок, коли Ступені Досконалості (з 4-го по 14-й) були передані в одній з тринадцяти британських колоній у Північній Америці. Цей Патент, а також ранні протоколи Ложі збереглися і знаходяться в архівах Верховної Ради Північної юрисдикції.:16 Протоколи Невимовної Ложі Досконалості свідчать, що її діяльність припинилася 5 грудня 1774 року. Її відновив Джайлз Фонда Ятес приблизно в 1820 або 1821 році, і вона підпорядковувалася Верховній Раді Південної юрисдикції до 1827 року, коли була передана Верховній Раді Північної юрисдикції.
Перебуваючи в Нью-Йорку, Франкен також передав ступені Мозесу Майклу Гейсу, єврейському бізнесмену, і призначив його Заступником Великого Інспектора. У 1781 році Гейс створив вісім Заступників Великих Інспекторів, четверо з яких згодом стали важливими в заснуванні шотландського обряду масонства в Південній Кароліні:
- Ісаак Да Коста старший, З.В.І. для Південної Кароліни;
- Авраам Форст, З.В.І. для Вірджинії;
- Джозеф М. Маєрс, З.В.І. для Меріленду;
- Баренд М. Шпітцер, З.В.І. для Джорджії.

Да Коста повернувся до Чарльстона, Південна Кароліна, де в лютому 1783 року заснував "Славетну Велику Ложу Досконалості". Після смерті Да Кости в листопаді 1783 року Гейс призначив Маєрса наступником Да Кости. Об’єднавшись із Форстом та Шпітцером, Маєрс створив додаткові органи високих ступенів у Чарльстоні.:16–17
Лікар Гайман Айзек Лонг з острова Ямайка, який оселився в Нью-Йорку, поїхав до Чарльстона в 1796 році, щоб призначити вісьмох французів; він отримав свої повноваження через Шпітцера. Ці люди прибули як біженці з Сен-Домінгу, де відбувалася революція рабів, що призвела до утворення незалежної республіки Гаїті в 1804 році. Вони організували Консисторію 25-го ступеня, або "Принців Королівської Таємниці", яка, як стверджує масонський історик бригадир А. К.Ф. Джексон, стала першою Верховною Радою Шотландського обряду.:66–68 За словами Фокса, до 1801 року чарльстонські органи залишалися єдиними діючими органами обряду в Північній Америці.:16–17

### Народження Шотландського обряду – 1801 рік
Хоча більшість з тридцяти трьох ступенів Шотландського обряду існували у складі попередніх систем ступенів, Шотландський обряд не виник як цілісна структура до формування Материнської Верховної Ради в Чарльстоні, Південна Кароліна, у травні 1801 року в таверні Shepheard's на розі Брод-стріт і Черч-стріт (ця таверна була місцем заснування масонства в Південній Кароліні у 1754 році). Засновники Шотландського обряду, які були присутні, стали відомі як "Одинадцять джентльменів Чарльстона", серед яких були Джон Мітчелл, перший Великий Командор Верховної Ради, Фредерік Далхо, Александр Франсуа Огюст де Грасс, Жан-Батіст Марі де ла Оге, Томас Бартолемью Боуен, Авраам Александр, Еммануель де ла Мотта, Айзек Олд, Ізраель де Лібен, Мозес Клава Леві, Джеймс Моултрі та Айзек Да Коста.
Зокрема, Да Коста був призначений для поширення Ритуалу Королівської Таємниці Моріна в інших країнах; у 1783 році він створив конституційні органи Обряду в Південній Кароліні, які в 1801 році стали Верховною Радою Стародавнього і Прийнятого Шотландського Обряду, Південної юрисдикції. Сьогодні всі регулярні органи Шотландського обряду походять від цього органу. Згодом, інші Верховні Ради були створені у Сен-Домінгу (нині Гаїті) у 1802 році, у Франції у 1804 році, в Італії у 1805 році та в Іспанії у 1811 році.
1 травня 1813 року офіцер Верховної Ради в Чарлстоні посвятив кількох нью-йоркських масонів у Тридцять третій градус та організував Верховну Раду для "Північного масонського округу та юрисдикції". 21 травня 1814 року ця Верховна Рада відновила роботу та приступила до "висування, обрання, призначення, встановлення та проголошення в належній, законній та повній формі" обраних посадових осіб "як формування другої Великої та Верховної Ради...". Нарешті, статут цієї організації (написаний 7 січня 1815 року) додав: "Ми вважаємо, що Ратифікація повинна датуватися 21 травня 5815 року."
Офіційно Верховна Рада, 33°, П.М.Ю. веде свій відлік від 15 травня 1867 року. Це була дата "Об'єднання 1867 року", коли вона об'єдналася з конкуруючою "Верховною Радою" Серно в Нью-Йорку. Таким чином була сформована нинішня Давній і Прийнятий Шотландський Обряд, Північна Масонська Юрисдикція Сполучених Штатів.

### Альберт Пайк

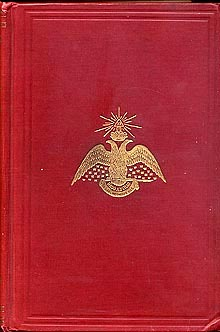
Двоголовий орел на обкладинці Мораль і догма.

Народившись у Бостоні, Массачусетс, 29 грудня 1809 року, Альберт Пайк вважається в Південній юрисдикції людиною, яка найбільше відповідальна за зростання та успіх Шотландського обряду від маловідомого масонського обряду в середині XIX століття до міжнародного братства, яким він став. Пайк отримав ступені від 4-го до 32-го в березні 1853 року від Альберта Мейкі в Чарлстоні, Південна Кароліна, і того ж року був призначений Заступником Інспектора для Арканзасу.
У 1857 році Пайк завершив свою першу редакцію ритуалів 4°-32° і надрукував 100 примірників. Ця редакція, яку Мейкі назвав "Magnum Opus", ніколи не була прийнята Верховною Радою. За словами Артуро де Хойоса, 33°, Великого Історика Шотландського обряду, Magnum Opus став основою для майбутніх редакцій ритуалу.
У березні 1858 року Пайка обрали членом Верховної Ради Південної юрисдикції Сполучених Штатів, а в січні 1859 року він став її Великим Командором. Громадянська війна в США перервала його роботу над ритуалами Шотландського обряду. Близько 1870 року він і Верховна Рада переїхали до Вашингтона, округ Колумбія. У 1884 році його редакція ритуалів була завершена.
Великий архіваріус і великий історик Шотландського обряду Артуро де Хойос створив наступну таблицю ревізій ритуалів Пайка:

| Ступені | Дата ревізії                             |
| ------- | ---------------------------------------- |
| 1–3°    | 1872                                     |
| 4–14°   | 1861, 1870, 1883                         |
| 15–16°  | 1861, 1870, 1882                         |
| 17–18°  | 1861, 1870                               |
| 19–30°  | 1867, 1879, 1883                         |
| 31–32°  | 1867, 1879, 1883                         |
| 33°     | 1857, 1867, 1868, 1880 (тільки рукописи) |

Пайк також написав лекції про всі ступені, які були опубліковані в 1871 році під назвою Моралі та догма Стародавнього і Прийнятого Шотландського обряду масонства.

## Загальна організація та структура ступенів
Стародавній і Прийнятий Шотландський обряд складається з 33 ступенів. Перші три ступені адмініструються "синіми ложами" або "символічними ложами". Їх називають "синіми ступенями", а не "червоними". Шотландський обряд є найпоширенішим обрядом у світі. Наступні тридцять ступенів (з 4-го по 33-й), високі або бічні ступені, що є подальшим розвитком і доповненням до перших трьох, адмініструються "Верховними радами 33-го та останнього ступеня Стародавнього і Прийнятого Шотландського обряду". Однак назва може незначно варіюватися залежно від юрисдикцій.

Крім Le Droit Humain, яке є міжнародним орденом, немає міжнародного керівного органу; всі інші Верховні ради в кожній країні є суверенними в межах своїх юрисдикцій. 

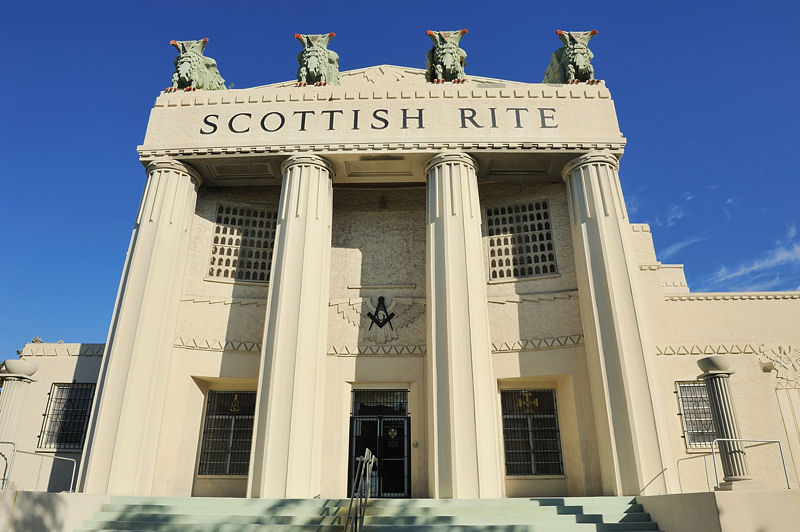
Будівля Шотландського обряду в районі Lummus Park у Маямі, Флорида, Сполучені Штати

 Тридцять три ступені Шотландського обряду присвоюються кількома контрольними органами. Першим з них є Крафт Синя Ложа, яка присвоює ступені Учня, Помічника і Мастера-Масона. Крафт Сині ложі діють під авторитетом національних (або, в США, штатних) Великих Лож не Верховної Ради.
Важливо зазначити, що немає вищого ступеня в масонстві, ніж третій ступінь, ступінь Майстер-Масон. Тому ступені з номером вище третього повинні розглядатися як “бічні” ступені (навіть коли їх називають високими ступенями), їх вважають ступенями навчання або вдосконалення, а не “вищими” ступенями, що означає наявність особливої влади, яку Майстер-Масон міг би заявити наді мною. Ієрархічну структуру масонства можна порівняти з трирівневою будівлею, де третій рівень, Майстер-Масон, є найвищим. Досягнення цього рівня надає масону доступ до коридорів третього рівня, де він може зануритися глибше у свою масонську освіту та розширити своє розуміння ремесла. Вони представляють горизонтальний рух в масонській освіті, а не підвищення, і є ступенями навчання, а не рангу.

### Прогрес ступенів у Шотландському обряді
Натхненний Соломоновою традицією та зосереджений на будівництві Храму в Єрусалимі, Шотландський обряд тісно поєднує критерій тривалості, що характерний для ініціаційного процесу, з критерієм будівництва, який зобов’язує адепта слідувати шляху, прокладеному Обрядом. Будування себе в системі AASR розглядається як тривалий процес, який здійснюється на шляху до істини, справедливості та мудрості.
Цей довгий процес отримання ступенів викладений у основоположних документах AASR, Конституції та Регламенті 1762 року, які присутні на вівтарі кожної Ложі в Південній юрисдикції. Основоположний документ передбачає наступний мінімальний час, дозволений для отримання ступенів: "Всі ці ступені, у які можна бути ініційованим лише за таємничою кількістю місяців, щоб досягти кожного ступеня у належному порядку, складають загалом 81 місяць.
Таким чином, майже сім років було мінімально дозволеним часом для отримання 25 ступенів у основоположному документі AASR.
Процес не може бути самотньою, безмовною пошуками самозадоволення; колективний проект завжди повинен переважати над індивідуальними амбіціями в системі AASR.

### Девіз Шотландського обряду: Ordo ab Chao
Цей девіз, ймовірно, вперше зустрічається в патенті від 1 лютого 1802 року, виданому братом Олександром, графом Де Грасс, маркізом де Тіллі.
Девіз "ordo ab chao" означає дію принципу порядку, хаос, з якого кожен з нас походить, символізуючи страждання та безлад людського духу, що передують шляху до духовного життя миру і братерства.
Це пояснюється як місія масонів – приносити порядок з хаосу. Він стає джерелом надії для тих, хто в темряві, хто прагне до Світла.
Давній та Прийнятий Шотландський Обряд є повноцінним масонським обрядом і має власні особливі версії ритуалів Символічної чи Блакитної ложі, які включають ступені Учня, Підмайстра та Майстра масона. Це найпоширеніший обряд у світі, тому більшість Майстрів масонів присвячуються через систему Шотландського обряду, за винятком Сполучених Штатів Америки, де більшість лож не працюють з першими трьома ступенями в Шотландському обряді, а натомість приєднуються після досягнення третього ступеня у своїх власних системах.
Проте деякі американські ложі практикують блакитні ступені Давнього та Прийнятого Шотландського обряду, і в останні роки їх кількість зросла. У Новому Орлеані існує 11 лож (історично всі розташовані в окрузі 16, нещодавно вони затвердили новий округ 20), 16 у Нью-Йорку, а також у Вашингтоні (округ Колумбія), на Гаваях та в Каліфорнії, які працюють за символічними ступенями Шотландського обряду. Тим не менш, вони можуть не використовувати ритуали Південної чи Північної юрисдикцій, оскільки можуть мати власні особливі ритуали Шотландського обряду.[джерело?]
Сині ступені Давнього і Прийнятого Шотландського обряду більш поширені в Європі, Азії, Африці та Латинській Америці. Усі ложі Міжнародного ордену масонів для чоловіків і жінок, Le Droit Humain, працюють "безперервно з першого до тридцять третього ступеня і практикують лише Давній і Прийнятий Шотландський обряд. Ці дві характеристики визначають його як Орден, а не як Підпорядкування". Більшість лож під юрисдикцією Grande Loge de France використовують ці ступені, як і деякі ложі під юрисдикцією Grande Loge Nationale Française. Це також домінуючий ритуал серед інших ритуалів, що використовуються в Grand Lodge of Spain. В Австралії існує дві ложі, що практикують ступені ремесла AASR: Ложа Зетленд Австралії № 9 та Ложа Франція 1021, обидві під Об'єднаною Великою Ложею Нового Південного Уельсу та Австралійської столичної території.
Гіпотеза масонського історика Алена Бернхейма, бельгійський масонський вчений П'єр Ноель висловив гіпотезу в статті 2002 року, що ступені ремесла Давнього і Прийнятого Шотландського обряду можуть бути походженням з французького перекладу масонського експозицію Три різні стуки, опублікованого в Лондоні в 1760 році. Але ця теорія активно обговорюється серед масонських дослідників.

### Назви ступенів
У 2000 році Південна юрисдикція в Сполучених Штатах завершила перегляд своїх ритуальних скриптів. Поточний ритуал базується на ритуалах Пайка, але має деякі відмінності. Загалом, сучасні назви ступенів і їхнє розташування в Південній юрисдикції залишаються суттєво незмінними з часів Пайка.
У 2004 році Північна юрисдикція в Сполучених Штатах переписала та реорганізувала свої ступені. Подальші зміни відбулися в 2006 році. Під час цих двох ревізій було змінено назви 21 з 33 ступенів.
Список градусів для Верховних Рад Австралії, Англії та Уельсу, а також більшості інших юрисдикцій в основному збігається з градусами Південної юрисдикції США. Проте список градусів Північної юрисдикції Сполучених Штатів тепер дещо відрізняється і наведений у таблиці нижче. Список градусів Верховної Ради Канади відображає суміш двох, з деякими унікальними титулами:
| Градус | Південна юрисдикція                         | Північна юрисдикція                    | Франція та Канада                              | Англія та Уельс                                              | Le Droit Humain                  |                     |                 |                 |
| ------ | ------------------------------------------- | -------------------------------------- | ---------------------------------------------- | ------------------------------------------------------------ | -------------------------------- | ------------------- | --------------- | --------------- |
| 1°     | Початкуючий учень                           | Початкуючий учень                      | Початкуючий учень                              | Початкуючий учень                                            | Початкуючий учень                |                     |                 |                 |
| 2°     | Товариш-ремісник                            | Товариш-ремісник                       | Спільник / Товариш-ремісник                    | Товариш-ремісник                                             | Товариш-ремісник                 |                     |                 |                 |
| 3°     | Майстер масонства                           | Майстер масонства                      | Майстер масонства                              | Майстер масонства                                            | Майстер масонства                |                     |                 |                 |
| 4°     | Секретний майстер                           | Будівельник                            | Секретний майстер                              | Секретний майстер                                            | Секретний майстер                |                     |                 |                 |
| 5°     | Досконалий майстер                          | Досконалий майстер                     | Досконалий майстер                             | Досконалий майстер                                           | Досконалий майстер               |                     |                 |                 |
| 6°     | Інтимний секретар                           | Майстер мідної змії                    | Інтимний секретар                              | Інтимний секретар                                            | Інтимний секретар                |                     |                 |                 |
| 7°     | Провідник і суддя                           | Провідник і суддя                      | Провідник і суддя                              | Провідник і суддя                                            | Провідник і суддя                |                     |                 |                 |
| 8°     | Інтендант будівлі                           | Інтендант будівлі                      | Інтендант будівлі                              | Інтендант будівлі                                            | Інтендант будівель               |                     |                 |                 |
| 9°     | Елу дев'яти                                 | Майстер храму                          | Елект дев'яти                                  | Елект дев'яти                                                | Елект дев'яти                    |                     |                 |                 |
| 10°    | Елу п'ятнадцяти                             | Елект майстер                          | Елект п'ятнадцяти                              | Елект п'ятнадцяти                                            | Елект п'ятнадцяти                |                     |                 |                 |
| 11°    | Елу дванадцяти                              | Сублімний майстер, обраний             | Елект дванадцяти                               | Сублімний елект                                              | Сублімний елект                  |                     |                 |                 |
| 12°    | Майстер-архітектор                          | Майстер милосердя                      | Грандіозний майстер-архітектор                 | Грандіозний майстер-архітектор                               | Грандіозний майстер-архітектор   |                     |                 |                 |
| 13°    | Королівський архітектурний Соломон          | Майстер дев'ятого архітектурного стилю | Королівський архітектурний Соломон             | Стародавній майстер королівського архітектурного стилю Еноха | Королівський архітектурний Еноха |                     |                 |                 |
| 14°    | Досконалий елу                              | Грандіозний елект масонства            | Грандіозний елект досконалий і сублімний масон | Грандіозний елект досконалий і сублімний майстер             | Шотландський лицар досконалості  |                     |                 |                 |
| 15°    | Лицар Сходу, або Лицар Меча, або Лицар Орла | Лицар Сходу                            | Лицар Сходу, або Лицар Меча                    | Лицар Меча, або Лицар Сходу                                  | Лицар Меча або Сходу             |                     |                 |                 |
| 16°    | Принц Єрусалиму                             | Принц Єрусалиму                        | Принц Єрусалиму                                | Принц Єрусалиму                                              | Принц Єрусалиму                  |                     |                 |                 |
| 17°    | Лицар, або Воїн на Сході                    | Лицар-воїн Сходу                       | Лицар Сходу, або Лицар Воїн                    | Лицар Сходу, або Лицар Воїн                                  |                                  |                     |                 |                 |
| 18°    | Майстер святилища                           | Лицар-воїн Сходу                       | Лицар Сходу, або Лицар Воїн                    | Лицар Сходу, або Лицар Воїн                                  | Лицар святилища                  | Лицар святилища     | Лицар святилища | Лицар святилища |
| 19°    | Майстер мислення                            | Майстер мислення                       | Майстер мислення                               | Майстер мислення                                             | Майстер мислення                 |                     |                 |                 |
| 20°    | Майстер закону                              | Лицар законодавства                    | Майстер законодавства                          | Лицар законодавства                                          | Лицар законодавства              |                     |                 |                 |
| 21°    | Лицар зниклого                              | Лицар зниклого                         | Лицар зниклого                                 | Лицар зниклого                                               | Лицар зниклого                   |                     |                 |                 |
| 22°    | Лицар інквізиції                            | Грандіозний елект                      | Грандіозний елект                              | Грандіозний елект                                            |                                  |                     |                 |                 |
| 23°    | Грандіозний майстер                         | Грандіозний елект                      | Грандіозний елект                              | Грандіозний елект                                            | Грандіозний майстер              | Грандіозний майстер |                 |                 |
| 24°    | Грандіозний майстер                         | Грандіозний елект                      | Грандіозний елект                              | Грандіозний елект                                            | Грандіозний майстер              | Грандіозний майстер |                 |                 |
| 25°    | Грандіозний майстер                         |                                        |                                                |                                                              | Грандіозний майстер              | Грандіозний майстер |                 |                 |
| 26°    | Грандіозний майстер                         | Грандіозний майстер                    | Грандіозний майстер                            | Грандіозний майстер                                          | Грандіозний майстер              | Грандіозний майстер |                 |                 |
| 27°    | Грандіозний майстер                         | Грандіозний майстер                    | Грандіозний майстер                            | Грандіозний майстер                                          | Грандіозний майстер              | Грандіозний майстер |                 |                 |
| 28°    | Грандіозний майстер                         | Грандіозний майстер                    | Грандіозний майстер                            | Грандіозний майстер                                          | Грандіозний майстер              |                     |                 |                 |
| 29°    | Грандіозний майстер                         | Грандіозний майстер                    | Грандіозний майстер                            | Грандіозний майстер                                          | Грандіозний майстер              | Грандіозний майстер |                 |                 |
| 30°    | Грандіозний майстер                         | Грандіозний майстер                    | Грандіозний майстер                            | Грандіозний майстер                                          | Грандіозний майстер              |                     |                 |                 |
| 31°    | Грандіозний майстер                         | Грандіозний майстер                    | Грандіозний майстер                            | Грандіозний майстер                                          | Грандіозний майстер              | Грандіозний майстер |                 |                 |
| 32°    | Грандіозний майстер                         | Грандіозний майстер                    | Грандіозний майстер                            | Грандіозний майстер                                          | Грандіозний майстер              |                     |                 |                 |
| 33°    | Грандіозний майстер                         | Грандіозний майстер                    | Грандіозний майстер                            | Грандіозний майстер                                          | Грандіозний майстер              |                     |                 |                 |

## Винятки, специфіки та розбіжності
У багатьох юрисдикціях також існують специфіки, зазвичай незначні, але іноді й більш істотні. Вони стосуються, головним чином, яких ступенів насправді практикують, тоді як інші ступені передаються через "комунікацію", відповідно до загальноприйнятої практики XVIII століття, що означає, що ритуал для ступеня насправді не виконується. Сьогодні, в деяких юрисдикціях, звичайно проводяться лише 4-й, 9-й, 12-й, 13-й та 14-й ступені Ложе досконалості (зелені ступені), 17-й та 18-й ступені проводяться Главами (червоні ступені), 22-й, 26-й, 28-й та 30-й ступені на Ареопазі (чорні ступені) та 31-й, 32-й, 33-й ступені на рівні Консисторії (білі ступені). Хоча деякі долини або юрисдикції надають значно більше ступенів, в той час як інші юрисдикції надають усі ступені, наполягаючи на тому, щоб не комунікувати жоден.
Більш того, система США та Канади прогресує набагато швидше, ніж в інших країнах, дозволяючи досягти 32-го ступеня за відносно короткий час, тоді як в Європі та Південній Америці такий прогрес вимагає старанної практики протягом більше двох десятиліть. З цієї причини кілька європейських та південноамериканських юрисдикцій не визнають автоматично високі ступені, отримані їхніми членами під час перебування в Сполучених Штатах, і іноді забороняють членам 32-го ступеня з США відвідувати їхні збори.

## Давній і прийнятий Шотландський обряд за країною

### Загальні практики
У більшості частин світу Шотландський обряд практикується як повний обряд, починаючи з ступенів Блакитної Ложі, під юрисдикцією Великої Ложі, а потім стає організацією тільки за запрошенням для "вищих" ступенів, які розділені на групи. Кандидат повинен чекати період часу після того, як його посвятили в Майстри-масони від трьох до п’яти років, залежно від юрисдикції (іноді потрібно бути колишнім майстром), після чого його можуть вшанувати запрошенням до Зелених Лож (4-й–14-й), якщо брат проявить старанність і трудолюбство, його можуть потім запросити до Червоних Лож (15-й–18-й) та надати ступінь, знову після важкої праці та відданості його можуть запросити до Чорних Лож (19-й–30-й) та надати ступені, а потім запросити до Білих Лож (31-й–33-й). Цей процес займає в середньому 25 років, якщо брат запрошується до кожної групи, і лише дуже мала частина може досягти 33-го ступеня. Варто зазначити, що в Сполучених Штатах Америки процес Шотландського обряду суттєво відрізняється від решти світу і зазвичай є набагато швидшим (лише кілька днів або тижнів), і Майстер-масон може подати заявку на отримання вищих ступенів, хоча розвивається новий спостережний рух, і розглядається ідея створення "спостережної Долини", яка вимагатиме більше часу та буде більш вибірковою, щоб стримати падіння чисельності членів.
Droit Humain не робить юрисдикційних відмінностей між блакитними ступенями та вищими ступенями і має міжнародну юрисдикцію над своєю системою Шотландського обряду.

### Шотландський обряд: Масонський календар
Масонський календар Шотландського обряду святкує створення світу (Anno Mundi), 3760/3761 років до початку нашої ери (н.е.) і базується на старішому, єврейському (гебрейському) календарі, який починає цивільний рік у вересні, а не в григоріанському календарі, що починає новий рік у січні (поточна дата +3760), таким чином, після вересня поточного року, додається ще 1 рік (дата +3760 +1), як це показано у 'Книзі Давнього і Прийнятого Шотландського обряду масонства' (переглянуте та розширене видання, 1899, глава: Єврейський календар, сторінка 612), написаній Чарльзом Т. Маккленаханом, 33°, Великим Майстром Генералом Церемоній Верховної Ради, Північна Масонська Юрисдикція, США.

## Європа

### Австрія

#### Зростання та виклики в 19 столітті
Після ратифікації шотландських обрядів, обряд зазнав стабільного зростання в Австрії наприкінці 1700-х та на початку 1800-х років. Однак у середині 19 століття виникли анти-масонські настрої, як і в інших європейських країнах, що обмежувало масонську діяльність. Католицька церква чинила політичний тиск на масонські організації, асоціюючи шотландський обряд з анти-релігійними теоріями змови. У 1894 році ці тиски призвели до того, що імператор Франц Йосиф офіційно призупинив усі масонські ложі в Австрії, змусивши шотландський обряд перейти в підпілля до 1918 року.

#### Стійкість і відновлення в 20 столітті
Після падіння Австро-Угорської імперії шотландський обряд швидко відновився під новою Республікою Німецька Австрія. Бік (2016) пояснює, як шотландський обряд став філософським маяком під час нестабільних соціальних обставин у міжвоєнний період у Відні та Австрії на початку 20 століття. Крім того, шотландський обряд підтримував ідеали релігійної єдності, моральності та служіння під час відновлення Австрії.
Хоча антисемітизм та націоналізм зрештою пронизали Австрію під час Другої світової війни, ложі шотландського обряду зосереджувалися на гуманізмі. Після війни Верховна рада, що базується у Відні, продовжувала свою діяльність, незважаючи на комуністичний тиск у країнах Східного блоку. З повоєнного періоду до сьогоднішнього дня шотландський обряд зберігався як бастіон морального просвітництва в Австрії, навіть попри ширші соціокультурні тенденції.

#### Австрійський шотландський обряд у 21 столітті
Наразі традиція шотландського обряду залишається незмінною в Австрії, де приблизно 3,000 масонів беруть участь у ложах по всій країні. Верховна рада слугує міжнародним представництвом шотландського обряду, підтримуючи універсальні цінності, які формулюються через 33 ступені ініціації. Завдяки моральній освіті та філантропії австрійські обряди шотландського масонства зберігають езотеричні знання для сприяння миру, покращення спільноти та реалізації особистості.

#### Поточна ситуація
Австрія стикається з постійною фрагментацією у своїй масонській сфері, що заважає відновленню традиції, яка колись процвітала. У Скандинавії панує окрема масонська традиція, що відрізняє її від більш широкої сім'ї шотландського обряду.

### Франція

#### Історія
Коли граф де Грасс-Тілі повернувся до Франції в 1804 році, він працював над створенням Древнього та Прийнятого Шотландського обряду там. Він заснував першу Верховну раду у Франції того ж року.
Великий Схід Франції підписав угоду про об’єднання в грудні 1804 року з Верховною радою 33-го ступеня у Франції; угода проголошувала, що "Великий Схід об’єднав із собою" Верховну раду у Франції. Ця угода діяла до 1814 року. Завдяки цій угоді Великий Схід Франції фактично став власником шотландського обряду.
З 1805 по 1814 рік Великий Схід Франції адміністрував перші 18 ступенів обряду, залишаючи Верховній раді Франції адмініструвати останні 15. У 1815 році п’ять лідерів Верховної ради заснували Suprême Conseil des Rites у межах Великого Сходу Франції. Оригінальна Верховна рада Франції була неактивною з 1815 по 1821 рік.
Suprême Conseil des Isles d'Amérique (заснований у 1802 році Грассом-Тілі та відновлений близько 1810 року його тестем Делахогом, який також повернувся зі Сполучених Штатів) вдихнув нове життя у Верховну раду 33-го ступеня у Франції. Вони об'єдналися в одну організацію: Верховну раду Франції. Це розвивалося як незалежна та суверенна масонська влада. Вона створила символічні ложі (ті, що складаються з перших трьох ступенів, які в іншому випадку були б федеративними навколо Великої ложі або Великого Сходу).
Верховна рада Франції (виник з Верховної ради 1804 року та відновлений у 1821 році Верховною радою Isles d'Amérique, заснованою в 1802 році в Сан-Домінго, сучасній Гаїті)
У 1894 році Верховна рада Франції створила Велику ложу Франції. Вона стала повністю незалежною в 1904 році, коли Верховна рада Франції припинила заснувати нові ложі. Верховна рада Франції все ще вважає себе наглядовим органом усіх 33 ступенів обряду. Відносини між двома структурами залишаються тісними, про що свідчить їхнє організування двох спільних зборів на рік.
Франція має два додаткові Верховні ради:
- Suprême Conseil Grand Collège du Rite écossais ancien accepté (виник з Верховної ради 1804 року та сформований у 1815 році), пов’язаний з Великим Сходом Франції.
- Suprême Conseil pour la France (виник з Верховної ради Нідерландів, сформований у 1965 році), пов’язаний з Великою Національною Ложею Франції. У 1964 році суверенний великий командор Шарль Ріандей разом з 400-500 членами,[87] залишив юрисдикцію Верховної ради Франції та приєднався до Великої Національної Ложі Франції. Через його відставку та вихід сотень членів Верховна рада Франції більше не існувала. Ріандей потім повторно ініціював 33 ступені обряду в Амстердамі.[88] За підтримки Верховної ради Південної юрисдикції Сполучених Штатів він заснував нову Верховну раду у Франції, що отримала назву Suprême Conseil pour la France.

Різниця між символічними ступенями (1-й—3-й) та високими/бічними ступенями (4-й—33-й) не завжди була настільки чітко визначеною, як сьогодні, особливо у Франції, де символічні ложі практикують Древній і Прийнятий шотландський обряд з першого ступеня. Сьогодні деякі обряди для певних високих ступенів все ще посилаються на "прерогативи", що походять з їхніх витоків, що передують встановленню Древнього і Прийнятого шотландського обряду.
У 2004 році була досягнута важлива віхова подія, коли ААССР офіційно відзначив своє створення у Франції, що сталося з заснуванням Верховної ради під керівництвом де Грасс-Тілі. Ця знакова подія поклала початок розвитку, тісно пов'язаного з діяльністю масонських організацій у країні, в результаті чого виникла багатогранна та різноманітна мережа.
У 2015 році відбулася знакова пам’ятна подія, а саме історичне згуртування ААССР з Великим Сходом Франції (GODF) у 1815 році. Ця подія надала історикам цінну можливість провести всебічне та наукове дослідження еволюції ААССР у Франції, прослідковуючи її коріння до 1804 року. Міжнародні симпозіуми, які проводилися Верховною радою та Великим коледжем REAA-GODF у таких містах, як Ліон та Париж, мали запрошених доповідачів, які представляли як Південну юрисдикцію, так і Верховну раду Франції. Ці симпозіуми були задумані з головною метою подолати партійні суперечки та сприяти платформі для освіченого обговорення в масонській спільноті.
Поза межами Франції ця характерна схема спостерігається в Бельгії, Нідерландах, Люксембурзі та Швейцарії, де ААССР демонструє відносну активність, хоча й у пропорційних обсягах.

#### Практики
У Франції та Бельгії, залежно від юрисдикцій, зазвичай практикуються та ініціюються ступені 4-й, 9-й, 12-й, 13-й, 14-й, 15-й, 17-й, 18-й, 22-й, 26-й, 28-й, 30-й, 31-й, 32-й і 33-й. У деяких бельгійських юрисдикціях також проводиться ініціація в 5-й і 29-й ступені. Існують різниці в кількості ступенів, що практикуються, від однієї юрисдикції до іншої, а також від країни до країни. Зазвичай французькі юрисдикції практикують менше ступенів Ареопагу, ніж бельгійські, і віддають перевагу капітулярним ступеням.
В наш час Древній і Прийнятий шотландський обряд швидко розвивається у Франції, що спонукало до деяких змін, які ускладнили процес запрошення. У 2023 році G.N.L.F. змінив вимогу з трьох років як Майстер Масон на те, щоб бути Паст-Майстром, для запрошення в верхні ступені шотландського обряду (з 4-го і далі).

### Ірландія
Древній і Прийнятий обряд для Ірландії був заснований в Ірландії у 1824 році Південною юрисдикцією США, внаслідок драматичного американського розширення. Його Верховна Рада працює з Залу масонів у Дубліні, який також слугує штаб-квартирою для Великої Ложі Ірландії. В Ірландії членство в Древньому і Прийнятому обряді суворо за запрошенням. Спроби залучити або запитати про членство призводять до автоматичної дискваліфікації.
Численні видатні ірландські масони обіймали посаду Суверена і Командора Верховної Ради Древнього і Прийнятого обряду для Ірландії, включаючи сера Чарльза Кемерона та Джеральда Фіцгіббона.

### Італія

#### Сучасний стан
Італія, яка має походження Шотландської юрисдикції, що налічує від 1805 року, підтримує динамічність ААССР, зберігаючи свою вічну спадщину та швидко зростаючи.[джерело?]

### Румунія
Древній і Прийнятий шотландський обряд був заснований у Румунії у 1881 році, через рік після заснування Національної великої ложі Румунії. 27 грудня 1922 року Верховна рада шотландського обряду Румунії отримала визнання Верховної ради Франції, а в 1925 році — визнання від Верховної ради Південної юрисдикції Сполучених Штатів.
Між 1948 і 1989 роками вся румунська масонство, включаючи Древній і Прийнятий шотландський обряд Румунії, була заборонена комуністичним режимом.
Верховна рада Древнього і Прийнятого шотландського обряду Румунії була повторно освячена у 1993 році.

### Об'єднане Королівство

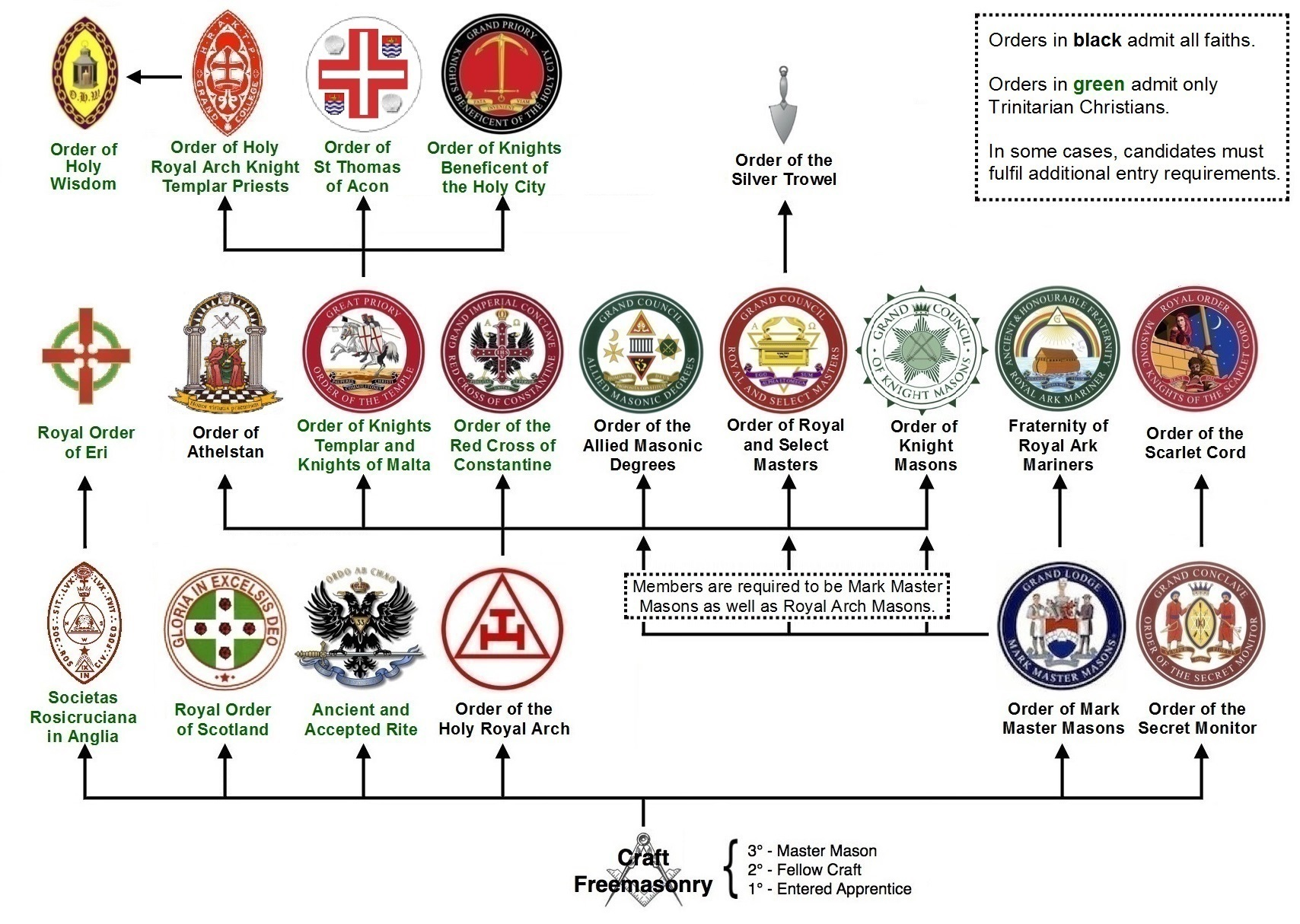
Позиція Древнього і Прийнятого обряду серед масонських додаткових організацій в Англії та Уельсі

В Англії та Уельсі, де Верховна рада була надана повноваженнями Північної масонської юрисдикції США (в 1845 році), обряд неформально відомий як "Роза Хрест" (Rose Croix), хоча це лише один з ступенів. Більш формально він відомий як "Древній і Прийнятий обряд для Англії та Уельсу та їх районів і глав за кордоном". В Англії прикметник "шотландський" зазвичай опускається, хоча в континентальних європейських юрисдикціях його зберігають "Écossais".

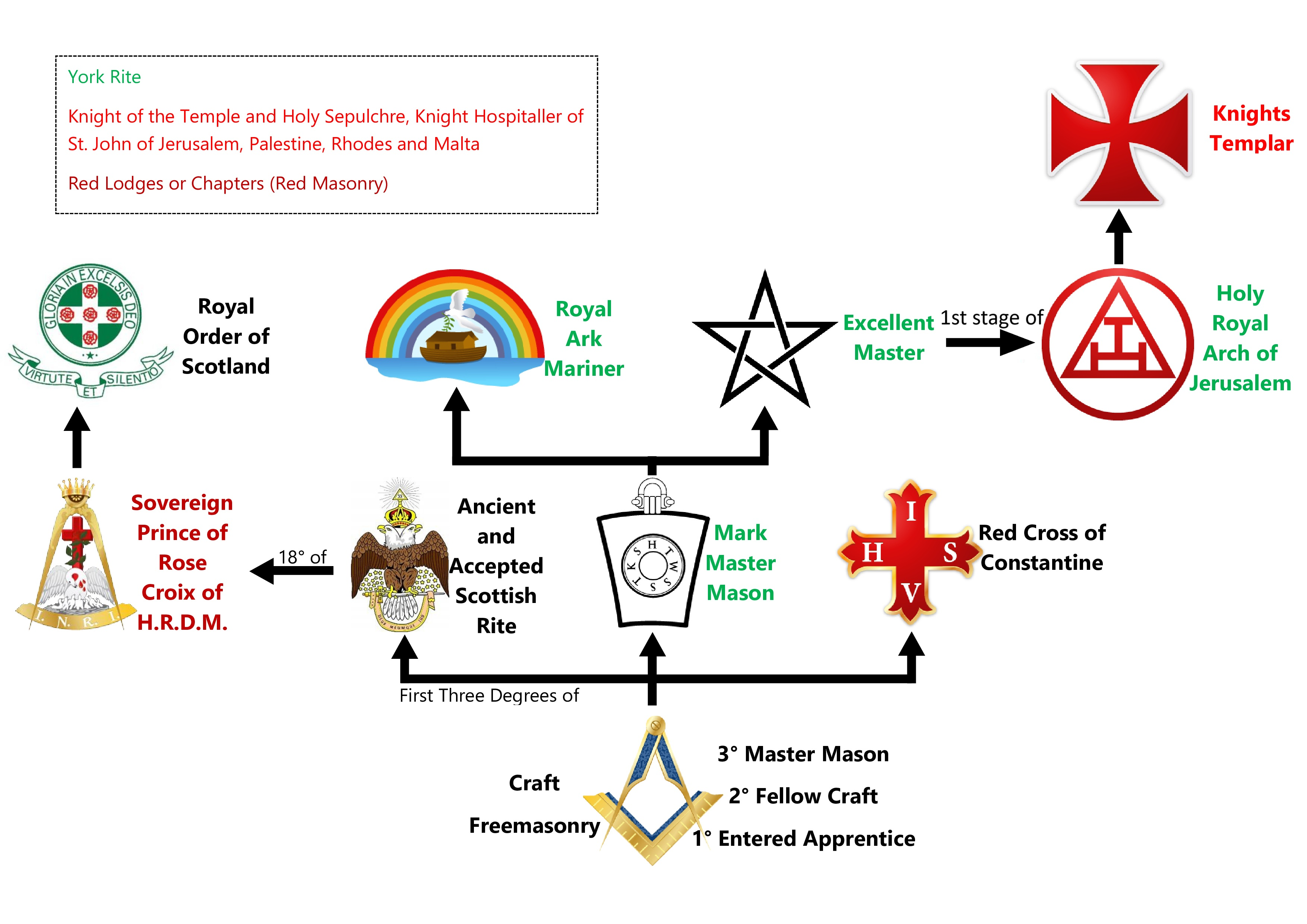
Позиція AASR серед Споріднених ступенів британського Le Droit Humain

Верховна рада має 25 000 членів серед 160 000 членів Об'єднаної великої ложі Англії. Англія та Уельс поділені на округи, які адмініструють глави Роза Хрест у своїх округах. Існує також близько вісімнадцяти округів за кордоном, а також деякі "незалежні" глави в дев'яти інших країнах. Усі кандидати на членство повинні бути майстрами масонами не менше шести місяців.
Багато ступенів присвоюються лише в назві, а ступені вище 18° присвоюються лише самою Верховною радою. В Англії та Уельсі кандидат удосконалюється в 18-му ступені, при цьому попередні ступені присвоюються лише в назві. Продовження до 30-го ступеня обмежене тими, хто обіймав посаду в главі. Ступені вище 30-го присвоюються лише дуже обмеженій кількості осіб.
У Шотландії практикуються 18-й та 30-й ступені. Для продовження до 30-го ступеня вимагається мінімум дворічна перерва, знову ж таки, з присвоєнням проміжних ступенів лише в назві. Підвищення вище цього можливе лише за запрошенням, і кількість осіб суворо обмежена.
Древній і Прийнятий шотландський обряд також практикується з 1-го до 33-го ступеня Британською федерацією Le Droit Humain, а також з 1-го до 3-го ступеня чоловічою ложою "Білий лебідь", № 1348, Grande Loge de France в Лондоні, а також змішаною ложою "Марко Поло" Gran Loggia d'Italia.

## Північна Америка

### Канада
У Канаді, Верховна рада якої була заснована в 1874 році Верховною радою Англії та Уельсу, обряд відомий як Древній і Прийнятий шотландський обряд. Рада називається "Верховна рада 33° Древнього і Прийнятого шотландського обряду вільного масонства Канади". Офіс Верховної ради Канади розташований за адресою: 4 Queen Street South, Гамільтон, Онтаріо. По всій Канаді налічується 45 місцевих підрозділів або "Долин".

### Сполучені Штати
У Сполучених Штатах Америки існує три Верховні ради: одна в Вашингтон, округ Колумбія (яка контролює Південну юрисдикцію), одна в Лексінгтон (Массачусетс) (яка контролює Північну масонську юрисдикцію), а також Верховна рада Луїзіани. Кожна з них має свої особливості, які роблять їх різними. У Сполучених Штатах члени Шотландського обряду можуть бути обрані для отримання 33° Верховною радою та присвоюється членам, які зробили значний внесок у суспільство або в масонство в цілому.

#### Південна юрисдикція

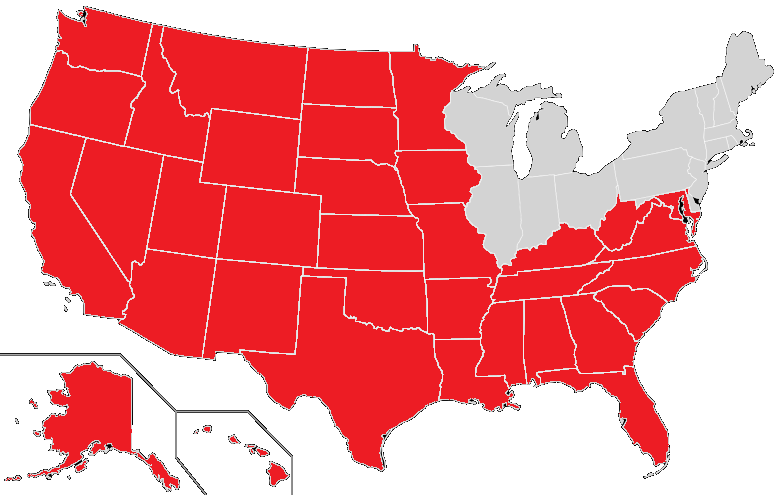
штати США у Південній юрисдикції

Заснована у Вашингтоні, округ Колумбія, Південна юрисдикція (часто називається "Материнською Верховною радою світу") була заснована в Чарлстоні, Південна Кароліна, у 1801 році. Вона контролює Древній і Прийнятий Шотландський обряд у 35 штатах, які називаються Орієнти, що поділяються на регіони, звані Долинами, кожна з яких містить окремі організації.

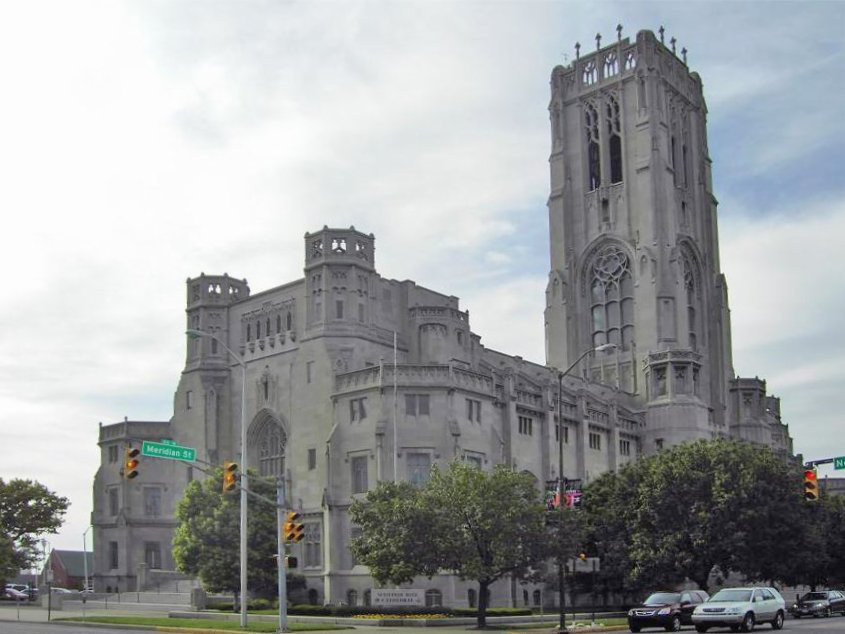
Катедра Шотландського обряду в Індепенденсі, Індіана

У Південній юрисдикції Сполучених Штатів Верховна рада складається не більше ніж з 33 членів і очолюється Суверенним Великим командором, з 2019 року це Ілюстрований Брат Джеймс Д. Коул, 33°. Інші члени Верховної ради називаються "Суверенними Великими інспекторами загального нагляду" (С.Г.І.Г.), і кожен з них є головою організацій ААСР у своєму відповідному Орієнті (або штаті). Інші голови різних Орієнтів, які не є членами Верховної ради, називаються "Заступниками Верховної ради". Верховна рада Південної юрисдикції збирається кожного непарного року в серпні в Будинку Храму, Головному управлінні Древнього і Прийнятого Шотландського обряду вільного масонства, у Вашингтоні, округ Колумбія. Під час цієї конференції проводяться закриті зустрічі між Великим командором і С.Г.І.Г., а багато членів братства з усього світу беруть участь у відкритій церемонії 5 з 6 днів засідання ради.
У Південній юрисдикції член, який є масоном Шотландського обряду 32° протягом 46 місяців або більше, має право бути обраним для отримання "рангу та декорації" Лицаря-командора Палацу честі (Л.К.П.Ч.) за визнання видатних заслуг. Після 46 місяців як Л.К.П.Ч. він потім має право бути обраним на 33-й ступінь за затвердження Верховної ради та Суверенного Великого командора.

### Північна юрисдикція
Лексінгтон, Массачусетс-базована Північна масонська юрисдикція, утворена в 1813 році та неактивна з 1832 по 1845 рік, контролює організації в п'ятнадцяти штатах: Коннектикут, Делавер, Іллінойс, Індіана, Мейн, Массачусетс, Мічиган, Нью-Джерсі, Нью-Гемпшир, Нью-Йорк, Огайо, Пенсільванія, Род-Айленд, Вісконсин і Вермонт. Північна юрисдикція поділяється лише на долини, а не на Орієнти. Кожна долина має до чотирьох організацій Шотландського обряду, і кожна організація надає набір ступенів. 

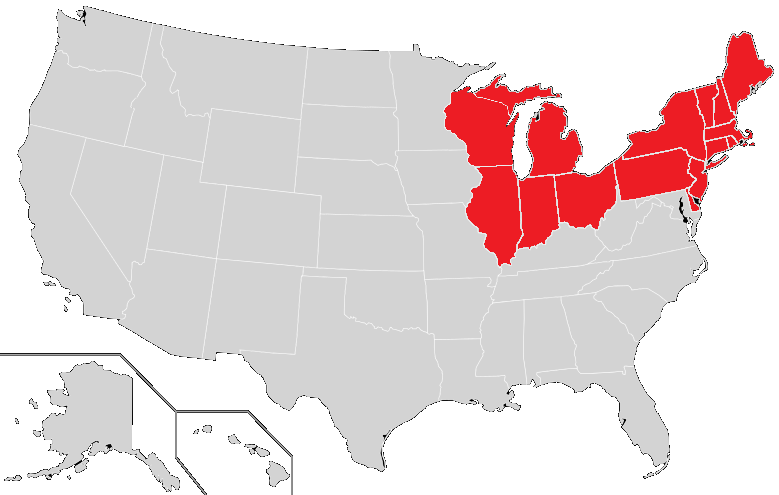
Штати США у Північній юрисдикції

 У Північній юрисдикції Верховна рада складається не більше ніж з 66 членів, які очолюються Суверенним Великим командором, наразі це Іл. Уолтер Ф. Уілер, 33°, який був обраний на цю посаду в 2023 році. Ті, хто обирається до Верховної ради, потім отримують звання "Активний". У Північній юрисдикції всі одержувачі 33-го ступеня є почесними членами Верховної ради, і всі члени називаються "Суверенними Великими інспекторами загального нагляду". Голова обряду в кожному штаті Північної юрисдикції називається "Заступником Верховної ради". Таким чином, найвищий ранговий офіцер Шотландського обряду в Огайо має титул "Заступник для Огайо", і так далі для кожного штату. Крім того, кожен заступник має одного або більше "Активних" для допомоги йому в управлінні штатом. Активні члени Верховної ради, які сумлінно служили протягом десяти років або досягли віку 75 років, можуть отримати звання "Активний, Емеритус". Верховна рада Північної юрисдикції збирається щорічно, у парні роки на виконавчій сесії, а в непарні роки – з запрошенням усіх членів. 33-й ступінь надається в непарні роки під час щорічного засідання.
У Північній юрисдикції існує вимога в 46 місяців для отримання права на 33-й ступінь, і хоча існує Нагорода за заслуги (також Нагорода за відмінні заслуги), вони не є обов’язковими проміжними етапами на шляху до 33°.

### Верховна рада Луїзіани

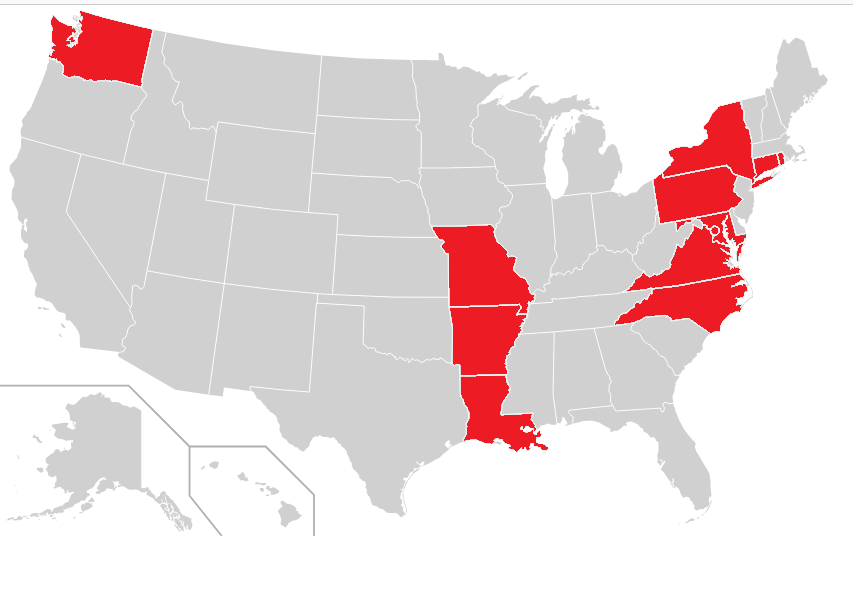
Штати, в яких Верховна рада Луїзіани присутня станом на 2023 рік.

Верховна рада Луїзіани була заснована в Новому Орлеані в 1839 році після справи Моргана. У цей час Північна юрисдикція складалася з Джона Джеймса Джозефа Гурґаса і Джайлса Фонди Ятеса, які були "ефективно Верховною радою з двох осіб". Також Великий командор Південної юрисдикції, Мозес Голбрук, прагнув "позбутися своїх обов'язків як Суверенний Великий командор", переїхавши до сільської місцевості Флориди, щоб працювати лікарем.
Саме в цей період виникла Верховна рада Луїзіани, яка стверджувала свою владу через "Цернеуїзм" – тип шотландського масонства, що не має зв’язків з Північною чи Південною юрисдикціями. Після Громадянської війни Великий Схід Франції визнав Верховну раду Луїзіани.
Освітянин Нового Орлеана та активіст громадянських прав Джордж Лонж був головою цієї ради протягом майже п’яти десятиліть, з 1938 по 1985 рік. Під його керівництвом Верховна рада Луїзіани потроїлася в розмірах і розширилася до інших штатів. Його документи зберігаються в Центрі досліджень Amistad Університету Тулейн. Станом на 2023 рік, наймогутнішим Суверенним Великим командором Верховної ради Луїзіани є Ілл. Брат Едді Л. Габріель старший 33°.

#### Спадок у США
Шотландський обряд у США, відомий своїми складними ступенями та багатою символікою, за останні п’ятдесят років зазнав значного спаду у своїй членській базі в усіх юрисдикціях. Історично організація мала міцну та активну членську базу, але в останні десятиліття спостерігається постійне і зростаюче скорочення її рядів.

### Критика американської системи

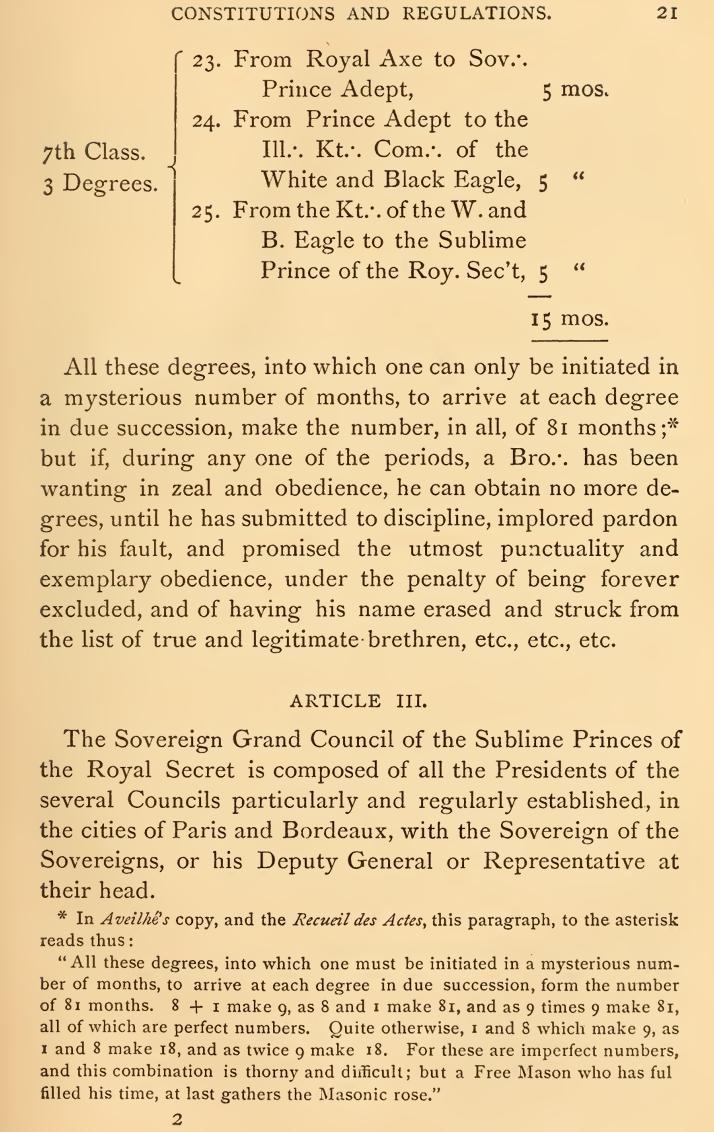
Згідно з Конституціями та регламентами 1762 року, кандидати повинні витратити не менше 81 місяця (приблизно 7 років), щоб пройти через усі 25 ступенів давньої традиції шотландського обряду.

Американський підхід до присвоєння ступенів Шотландського обряду піддався критиці з боку міжнародних масонських юрисдикцій через прискорений графік. Традиційно в більшості міжнародних юрисдикцій ступені Шотландського обряду присвоюються поступово протягом багатьох років, причому кандидати індивідуально запрошуються для просування залежно від їх продемонстрованого розуміння та засвоєння вчення кожного ступеня.
Оригінальні конституції Шотландського обряду, які стали основою для північних і південних юрисдикцій у США, передбачали мінімальний інтервал між ступенями та вимагали приблизно 81 місяць (сім років) для завершення початкових 25 ступенів. Однак багато юрисдикцій США зараз присвоюють ступені з 4-го по 32-й на концентрованих одноденних або дводенних сесіях.
Цей прискорений процес присвоєння ступенів викликав критику з боку міжнародних організацій Шотландського обряду, де традиційний прогрес через ступені зазвичай займає кілька десятиліть. Критики стверджують, що цей підхід "швидкого просування" надає перевагу швидкому розвитку на шкоду глибокому розумінню ритуалів та філософського змісту. Деякі міжнародні юрисдикції, як повідомляється, відмовляються визнавати американських масонів Шотландського обряду у своїх вищих органах, посилаючись на занепокоєння щодо адекватного засвоєння матеріалу ступеня.
У відповідь на ці критики та з метою збереження Шотландського ритуалу США від зникнення, деякі американські масони Шотландського ритуалу виступили за повернення до більш традиційних, спостережних практик, що відповідають міжнародним стандартам.

## Зовнішні посилання
- Верховна рада 33°, Древній і Прийнятий Шотландський ритуал, Південна юрисдикція, США
- Верховна рада 33°, Древній Прийнятий Шотландський ритуал, Північна масонська юрисдикція
- Верховна рада 33° для Англії та Уельсу
- Верховна рада Шотландії A&ASR
- Древній і Прийнятий Шотландський ритуал вільного масонства Канади
- Древній і Прийнятий Шотландський ритуал Румунії
- Верховна рада Древнього і Прийнятого Шотландського ритуалу для Австралії
- Основоположники Шотландського ритуалу
- Верховна рада Древнього і Прийнятого Шотландського ритуалу для Росії
- Древній і Прийнятий Шотландський ритуал вільного масонства історичний маркер
- Освітні центри для дітей у Канаді